# Convention sur la protection du patrimoine culturel subaquatique

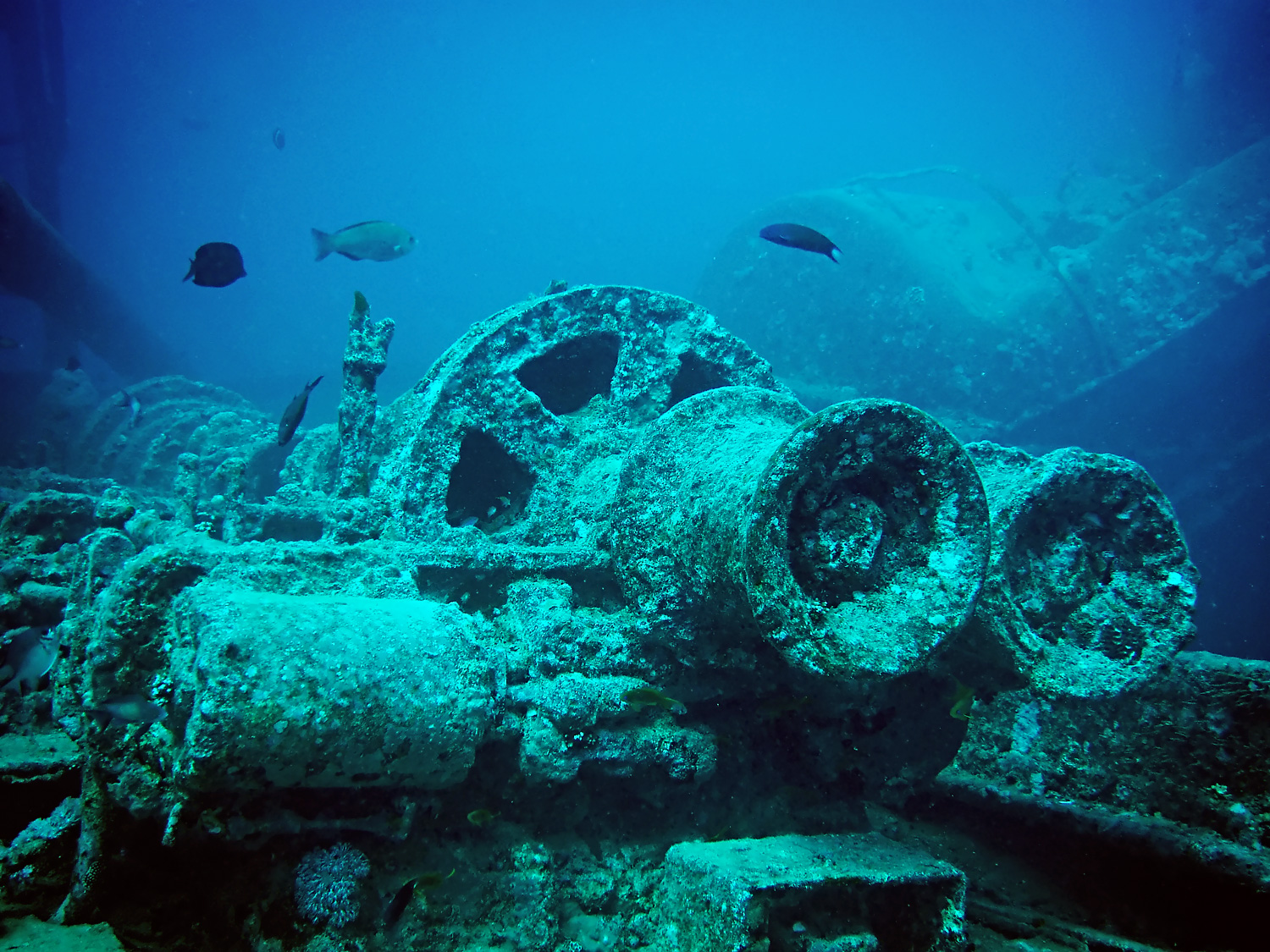
Navire Allemand de la 2nde Guerre Mondiale immergé.

Avec la Convention sur la protection du patrimoine culturel subaquatique, l'UNESCO a adopté en 2001 un instrument juridique efficace pour lutter au niveau international contre l’augmentation des pillages, de la destruction et de l’exploitation commerciale du patrimoine subaquatique.
Cette Convention spécifique à la sauvegarde du patrimoine subaquatique est venue combler le vide juridique laissé par la Convention sur le droit de la mer, dite, Convention de Montego Bay adoptée par les Nations unies en 1982 en vue d'assurer la protection et la préservation du patrimoine subaquatique.
Elle a pris en compte des textes existants en la matière, reprenant notamment la Charte Internationale sur la Protection et la Gestion du Patrimoine Culturel Subaquatique, du Conseil International des Monuments et des Sites (ICOMOS) de 1996, dans son annexe.

## Importance du patrimoine subaquatique
Le patrimoine culturel subaquatique fournit un témoignage direct de l’histoire et de la culture des civilisations passées. Il retrace les guerres, les traites d’esclaves et les relations commerciales. Mais avec le progrès technique, les épaves et les sites sous marins sont devenus de plus en plus accessibles aux chasseurs de trésors. Il devenait donc urgent de s’accorder sur un mode de protection à l’échelle mondiale.
La Convention de 2001 définit dans son article 1, le patrimoine culturel subaquatique. Ce sont toutes les traces d’existence humaine présentant un caractère culturel, historique ou archéologique qui sont immergées, partiellement ou totalement, périodiquement ou en permanence, depuis cent ans au moins.

## Principes de la Convention de l’UNESCO de 2001
La Convention :

carte des États parties à la convention de 2001.

- Fixe les principes de base relatifs à la protection du patrimoine culturel subaquatique ;
- Fournit un système de coopération entre les États ;
- Propose des directives pratiques largement reconnues pour le traitement et la recherche d’un tel patrimoine.

Elle stipule que le patrimoine culturel subaquatique :
- doit être préservé ;
- ne doit pas être déplacé, sauf pour une raison scientifique ;
- ne doit pas être pillé ou dispersé.

Pour autant, la Convention ne règlemente pas la propriété du patrimoine, pas plus qu’elle ne modifie les droits souverains des États. La Convention se concentre sur la protection du patrimoine et facilite la coopération des États.
Les chasseurs de trésors repèrent les épaves, les vestiges et les sites archéologiques prospères, revendent les objets rares, uniques et très bien conservés par la mer. Parfois, ils vont jusqu’à offrir leur service aux autorités étatiques pour négocier en toute légalité la commercialisation des biens culturels subaquatiques. Par exemple, en dix ans, près de trente épaves ont été détruites et exploitées commercialement en Asie, soit 500 000 objets pillés par épave concernée. Notre patrimoine et l’histoire qu’il pourrait conter se perd ainsi.
C’est pourquoi la Convention refuse l’exploitation commerciale du patrimoine subaquatique et demande aux États parties de prendre les mesures nécessaires pour lutter contre le trafic illicite des objets culturels subaquatiques.
La Convention favorise en plus une protection du patrimoine subaquatique in situ, c'est-à-dire au fonds des mers. Le patrimoine est bien mieux conservé sous l’eau grâce au faible taux de détérioration et au manque d’oxygène.
La coopération entre les États est le seul moyen d’assurer une protection complète du patrimoine culturel subaquatique. Si un État ne dispose d’aucune juridiction sur un endroit, par exemple un site archéologique, il ne peut empêcher les intrusions ni les pillages. C’est pourquoi la Convention propose un système de coopération entre les États.

## Le cas particulier de l'utilisation de vestiges à des fins de recherche
Certains vestiges archéologiques sous-marins peuvent avoir une valeur pratique intrinsèque. Dans certains dispositifs expérimentaux en physique des particules, il est nécessaire de protéger les instruments des radiations extérieures avec du plomb, mais le plomb est lui-même naturellement radioactif à cause de la présence de son isotope 210 qui ne disparait complètement qu'au bout de plusieurs siècles. De plus le plomb utilisé doit pour une utilisation optimale avoir été protégé des rayons cosmiques entre son extraction et son utilisation : ces conditions sont difficiles à réunir en dehors du cas de lingots de plomb retrouvés dans de vieilles épaves: le plomb récent a une activité de 100 Bq/kg tandis que celle du vieux plomb retrouvé en mer est au moins mille fois moindre. Les lingots de plomb ainsi utilisés sont alors détruits, ce qui implique une perte de patrimoine archéologique. L'expérience CUORE (en), consacrée à l'étude des neutrinos utilise ainsi 4 t de plomb récupéré dans une épave romaine du premier siècle avant notre ère au large de la Sardaigne; l'expérience CDMS, quant à elle, a eu recours à une cargaison de plomb retrouvée dans une épave du XVIIIe siècle et dont la vente a éveillé l'attention des douanes françaises,. Cet usage de vestiges archéologiques sous-marins à but scientifique et non commercial n'était pas prévu au moment de la rédaction de la convention et a fait débat aussi bien chez les physiciens que chez les archéologues. Dans le cas de CUORE, les lingots utilisés étaient les moins bien préservés et les inscriptions ont été systématiquement conservées.
On retrouve une problématique analogue dans le cas de l'acier (low-background steel), qui pour des applications exigeant des niveaux de radioactivité très bas est parfois récupéré sur les épaves des sous-marins de la Kaiserliche Marine qui ont été sabordés à Scapa Flow en 1919.

## Activités futures
Une étude est actuellement en cours pour permettre la construction d’un musée partiellement immergé et entièrement accessible à pied sec afin de visiter les vestiges du palais de Cléopâtre et du phare d'Alexandrie dans la baie d’Alexandrie en Égypte.